# Nupserha flavitarsis
Nupserha flavitarsis là một loài bọ cánh cứng trong họ Cerambycidae.